# Salvatore Adamo
Salvatore Adamo (Comiso, 1 de noviembre de 1943) es un cantautor italo-belga. Tuvo gran éxito comercial durante los años 1960 y 1970, principalmente en Europa y América Latina.

## Biografía
Su padre Antonio, un pocero, emigró a Bélgica en febrero de 1947 para trabajar en las minas de Marcinelle, y en junio del mismo año, su esposa Concetta, ama de casa, y su hijo Salvatore se unieron a él en la ciudad de Ghlin (Mons) antes de trasladarse a Jemappes (Mons). En 1950, Adamo estuvo postrado en cama durante un año con meningitis. Los padres no querían que su hijo fuera minero, por lo que fue a una escuela católica dirigida por los Frères des Écoles Chrétiennes. En 1960, la familia de Antonio y Concetta tenían siete hijos. Adamo creció en Jemappes (Mons), donde fue un estudiante dedicado a la escuela y se distinguió en música y las artes, en general, desde una edad temprana, y llamó la atención con sus capacidades de canto. Al final de la década de 1960, se casó con Nicole. 

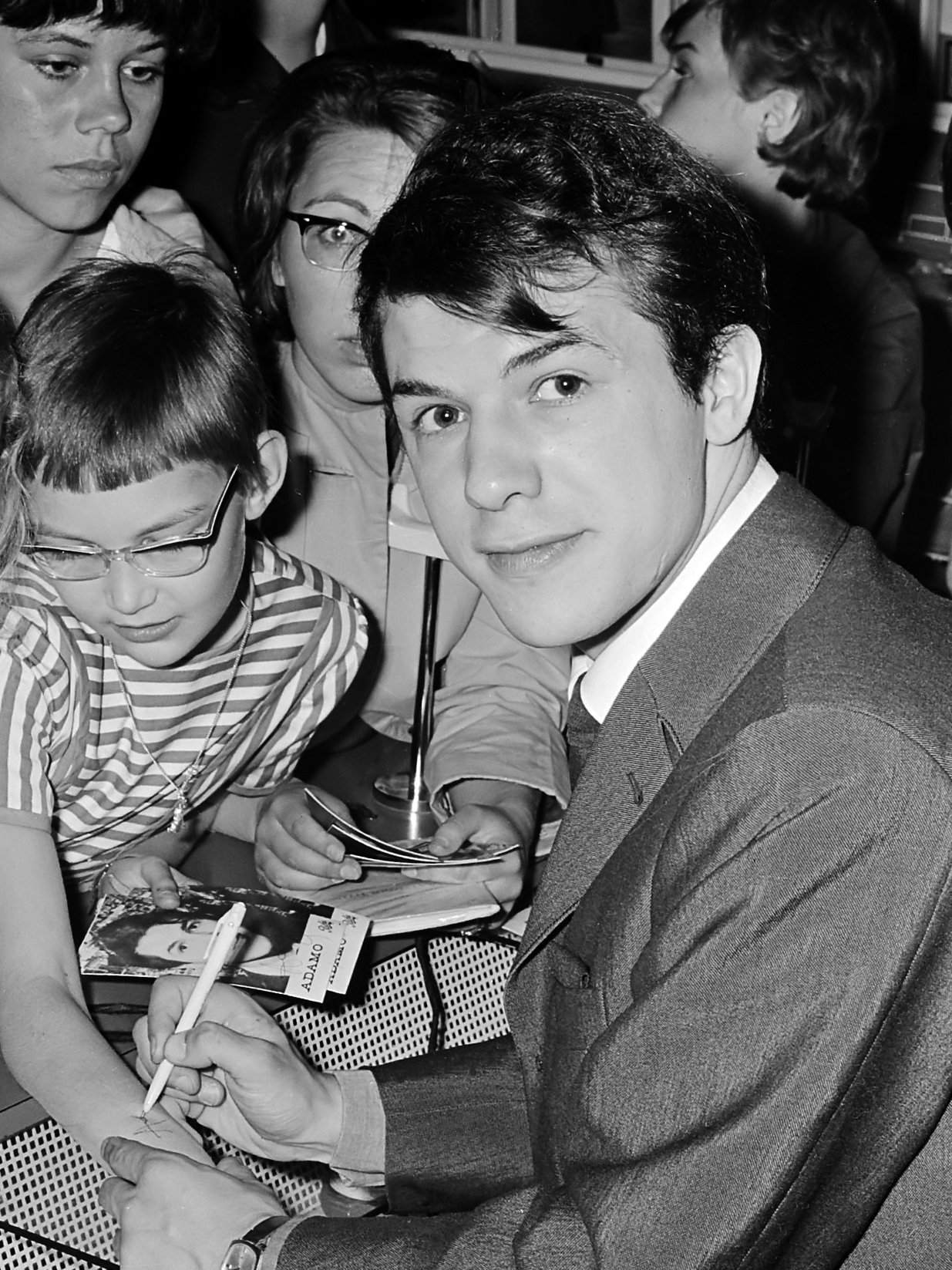
Adamo en Países Bajos, 1964

Su hijo Anthony nació en 1969, mientras que Benjamín y Amélie nacieron en la década de 1980. En la cúspide de su estrellato, su padre murió ahogado el 7 de agosto de 1966.
En 1984 tuvo problemas de corazón que requirieron una operación de baipás y su retirada temporal, pero no definitiva, del trabajo. Desde 1993 ha sido embajador honorario de Unicef de Bélgica y, como tal, ha visitado países como Vietnam, Líbano, Bosnia, Kosovo y Afganistán, entre otros. En 2001, Adamo fue nombrado caballero por Alberto II, Rey de los belgas. En 2004, los problemas de salud de Adamo lo obligaron a cancelar una gira programada, pero desde 2007 ha vuelto a hacer giras. Recientemente se ha presentado en España, Portugal y en Bucarest, Rumania (en diciembre de 2011).
Hay versiones de "Tombe la neige" (uno de sus muchos éxitos internacionales) en búlgaro, turco, japonés, portugués, español, catalán, italiano y chino (cantopop).
Su hermana Delizia era también artista. Adamo escribió una serie de canciones para ella, incluyendo su primer éxito, "Prends le chien", en 1974. Delizia participó en la gira de Salvatore de 1975.

## Carrera musical
Sus primeras presentaciones en público eran netamente reuniones estudiantiles. Pronto sus padres dieron incentivo para que siguiera cantando ya no sólo en dichas reuniones sino como artista.
En 1960 participó en un concurso de Radio Luxemburgo como cantante y compositor de la canción "Si j'osais" y ganó la final celebrada en París el 14 de febrero de dicho año.
Su primer éxito fue Sans toi, ma mie 1963 en Bélgica. Inmediatamente se transformó en el N.º 1 del "hit parade" en el mismo país. El álbum de debut,"63/64" con Tombe la neige y Vous Permettez, Monsieur lo transforman en una celebridad internacional, confirmando su talento de autor, compositor, intérprete y demostrando ser un artista completo.
Fue aclamado en los Países Bajos, Luxemburgo y luego en Francia en 1965 fue citado a cantar en el Olympia de París. Nunca en la historia de dicho escenario la ovación a un artista había sido tan grande como en aquella ocasión. Inmediatamente conquistó París y el resto del mundo.
Su gira a Italia, Suiza y Turquía permitió la renovación de sus éxitos. Posteriormente Israel conoció sus virtudes de cantante y luego vino una actuación especial ante el rey y la reina de Bélgica y también ante el sah de Persia.
Avanzando en su carrera, especialistas, colegas y personajes del mundo literario comenzaron a notar la facilidad de Adamo para transformar escenas cotidianas en versos cargados de poesía romántica. Después de que Jacques Brel lo bautizara como Jardinero del Amor, Adamo confesó que su talento narrativo le debía inspiración al trabajo de grandes como Victor Hugo (escritor) y Georges Brassens (cantautor).
Comenzando la década de 1970, ya era cantante popular en todo el mundo e incluso se produjeron versiones traducidas de todos sus discos al italiano, español, inglés, alemán y japonés (las versiones originales eran casi todas en francés).
En Hispanoamérica, canciones como "Cae la nieve" (Tombe la neige), "Tu nombre" (Ton nom), "Un mechón de su cabello" (Une mèche de cheveux), "La noche" (La nuit), "Mi gran noche" (Tenez-vous bien), "Mis manos en tu cintura" (Mes mains sur tes hanches"), Porque yo quiero" (Car je veux), "Ella..." (Elle), "Inch'allah", "Es mi vida" (C'est ma Vie) y otras, se convirtieron en clásicos de la época.
En Japón la traducción de Cae la nieve (Tombe la neige) en lengua nipona Youki Wa Furu se convirtió en estándar navideño y pieza favorita en bares de karaoke.
Desde un comienzo su trabajo se ha comparado con el de Charles Aznavour y en finales de los años 60 fue el artista que más discos vendía en el mundo entero después de The Beatles.
Hasta el día de hoy sigue grabando y vendiendo discos . El número de canciones escritas por Salvatore Adamo supera fácilmente los 500 ejemplares.
Se ha presentado con rotundo éxito en el Festival Internacional de la Canción de Viña del Mar en los años 1982, 2004 y 2012, obteniendo en todas sus presentaciones antorchas y gaviotas de plata, máximos galardones del certamen latinoamericano.

## Honores y premios

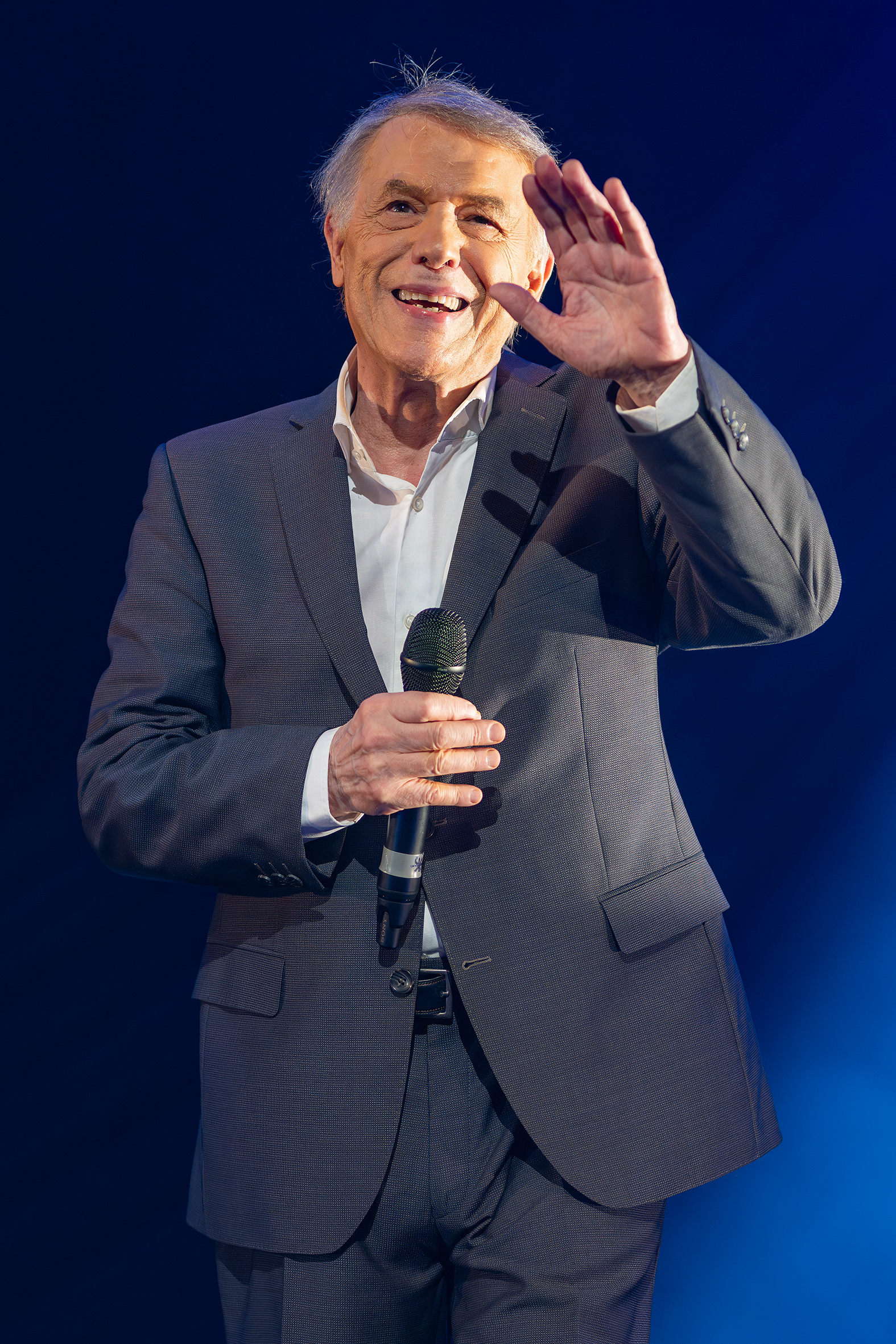
Concierto de Adamo en el AB (Bruselas) en 2024

### Títulos de honor
- Comandante de la Orden de las Artes y las Letras : 1987[1]
- Caballero de la Orden de la Corona de Bélgica : 1991
- Oficial de la Orden de la Corona de Bélgica : 2002[2]
- Official de la Legión de Honor : 2005
- Comandante de la Orden de la Estrella de Italia (fr) : 2015
- Comandante de la Orden del Mérito de Valonia (fr) : 2015[3]
- Orden japonesa del Sol Naciente : 2016

### Premios
- Premios Edison: 1964 (álbum Vous Permettez Monsieur?)
- Trofeo francés Miden: 1965, 1966, 1967
- Premio Zamu Music a toda su carrera: 2002
- Gran Premio Internacional de Poésie Francófona de la Société des Poètes et Artistes de France: 2010
- Poètes et Artistes de France: 2010
- Premio Victoires de la Musique a la trayectoria: 2014
- Octaves de la Musique (fr) Premio a la trayectoria: 2014[4]
- Grand Prix SACEM: 2017
- D6bels Music Awards (fr) Premio de Honor: 2018
- Premio Tenco (it): 2018
- Premio Vagonate di vinile de la Associazione Vinile Italiana: 2018
- SABAM Lifetime achievement award: 2023[5]

### Honores
- Ciudadano honorario de Jemappes : 1966
- Medalla de plata de la ciudad de Jemappes: 1973[6]
- Embajador de UNICEF: 1993
- Creado Caballero Adamo por Real Decreto, con idea Humilde pero con dignidad: 2001
- Ciudadano honorario de Montreal : 2002
- Ciudadano honorario de Mons : 2002
- Ciudadano honorario de Comiso : 2002[7]
- Zinneke de bronce: 2003[8]
- Ciudadano honorario de París : 2005
- Ciudadano honorario de Uccle : 2010[9]
- Salón de la Fama de Radio 2: 2014[10]
- Doctorado honoris causa Universidad de Mons: 2014[11]
- 27 álbumes de oro, algunos de ellos con más de 1 millón de copias
- Vendió más de 130 millones de discos en todo el mundo

## Algunos discos editados y distribuidos en Chile

### Álbumes
1. La noche (La nuit) (1965)
2. Amo (J'aime) (1966)
3. Los éxitos de Adamo en español (1967)
4. Adamo canta en francés e italiano (1967)
5. Adamo canta (1968)
6. El sensacional (1968)
7. Segundo en español (1969)
8. Amor, vuelve a mí (1971)
9. Adamo International
10. Adamo chante Bécaud (2014)

### Sencillos
1. "Permíteme, Señor" / "Después" (1965)
2. "Mis manos en tu cintura" / "Ella..." (1966)
3. "L'amour te ressemble" / "Nada que hacer" (1966)
4. "Le neón" / "Marcia anche tu" (1967)
5. "Vals de verano" / "Y sobre el mar" (1968)
6. "Inch' Allah" / "Nuestra novela" (1968)
7. "El arroyo de mi infancia" / "Un año hará" (1969)
8. "Marie la mer" / "Sólo una mujer" (1974)
9. "Es mi vida" / "Los campos en paz" (1976)
10. "Junto a ti"/ "A nuestro amor" (1987)

### Álbumes CD
- 1993 24 éxitos en castellano (compilación)
- 1998  Regards
- 2001 Par les temps qui courent
- 2002 Lo mejor de... 48 Grandes Éxitos en Castellano (compilación)
- 2003  Zanzibar
- 2004 Un soir au Zanzibar (CD/DVD compilación Live)
- 2005 Mis manos en tu cintura (CD/DVD compilación)
- 2007 La part de l'ange
- 2008 Le bal des gens bien - Duetos
- 2010 De toi à moi